# Beryciformes
Ordre
Les Béryciformes forment un ordre de poissons à nageoires rayonnées.

## Description et caractéristiques
Les espèces de l'ordre des Beryciformes sont caractérisées par la morphologie du crâne et la présence de canaux à mucus sous l'épiderme de la tête. Les nageoires ventrales comprennent un rayon rigide et jusqu'à 13 rayons souples. De plus, sur le corps sont réparties de nombreuses épines.
Ces poissons sont caractérisés par leur morphologie crânienne et par la présence de canaux à mucus sous la peau de la tête, ainsi que par le nombre de rayons de la nageoire caudale.
Résumé des différentes caractéristiques des Beryciformes d'après l'encyclopédie de Grzimek en 2003 :
1. Distribution : Les poissons Beryciformes habitent des eaux tropicales, subtropicales et tempérées presque partout dans le monde. Certains groupes, comme les Holocentridés, se retrouvent principalement dans les eaux tropicales, tandis que d'autres, comme les Monocentridés, sont limités à l'océan Indien et au Pacifique. Les Anomalopidés vivent dans les mers tropicales de l'Atlantique Ouest au Pacifique, et les Hoplostethus sont fréquents autour de l'Australie.
2. Habitat : Ces poissons occupent divers habitats, allant des récifs tropicaux peu profonds pour certaines espèces, aux eaux profondes et obscures pour d'autres, comme les Hoplostethus. Les espèces des eaux peu profondes évitent la lumière en se cachant sous des coraux ou dans des cavernes pendant la journée, sortant la nuit pour se nourrir. Certaines espèces, comme les Anomalopidés, préfèrent même les nuits sans lune.
3. Comportement : Les Beryciformes sont remarquables pour leur capacité à produire et contrôler leur luminescence grâce à des bactéries bioluminescentes. Cette lumière, utilisée pour attirer des proies ou communiquer, peut aussi désorienter les prédateurs. Par exemple, certains Anomalopidés modulent leur lumière en fonction des interactions avec des congénères ou des prédateurs. Certains produisent également des sons pour communiquer, comme les Holocentridés qui émettent des grognements et des clics.
4. Alimentation : Ces poissons se nourrissent de petits poissons et d'invertébrés. Les espèces vivant en eaux peu profondes chassent principalement la nuit, tandis que celles des eaux profondes utilisent souvent leurs organes lumineux pour localiser ou attirer des proies. Les prédateurs des Beryciformes incluent les oiseaux marins pour les espèces peu profondes et les grands poissons carnivores.
5. Reproduction : Peu d'informations sont disponibles sur leur reproduction. Les Beryciformes sont gonochoriques (mâles ou femelles) et pratiquent une fertilisation externe. Les observations se limitent principalement aux Holocentridés, dont le comportement de reproduction implique des sons et des mouvements synchronisés entre partenaires.
6. Statut de conservation : Aucune espèce de Beryciformes n'est répertoriée par l'UICN comme étant en danger.
7. Intérêt pour les humains : Certaines espèces, comme les Monocentridés et les Holocentridés, sont prisées pour les aquariums en raison de leurs couleurs et de leurs organes lumineux. D'autres, comme les Hoplostethus, ont une importance commerciale en tant que source alimentaire. Les plongeurs apprécient également les couleurs vives des espèces des récifs.

## Liste des sous-ordres et familles
| World Register of Marine Species (8 janvier 2025) : ___ - famille Barbourisiidae Parr, 1945 - famille Berycidae Lowe, 1839 - famille Cetomimidae Goode & Bean, 1895 - famille Gibberichthyidae Parr, 1933 - famille Hispidoberycidae Kotlyar, 1981 - famille Melamphaidae Gill, 1893 - famille Rondeletiidae Goode & Bean, 1895 - famille Stephanoberycidae Gill, 1884 | Selon ITIS (8 janvier 2025) : - sous-ordre Berycoidei - famille Berycidae - sous-ordre Holocentroidei - famille Holocentridae - sous-ordre Trachichthyoidei - famille Anomalopidae - famille Anoplogastridae Gill, 1893 - famille Diretmidae - famille Monocentridae - famille Trachichthyidae |

| Sous-ordre         | Famille           | Sous-famille  | Genres valides | Espèces valides |
| ------------------ | ----------------- | ------------- | -------------- | --------------- |
| Berycoidei         |                   |               |                |                 |
|                    | Berycidae         |               | 2              | 10              |
|                    | Melamphaidae      |               | 5              | 79              |
| Holocentroidei     |                   |               |                |                 |
|                    | Holocentridae     |               | 8              | 90              |
|                    |                   | Holocentrinae | 3              | 42              |
|                    |                   | Myripristinae | 5              | 48              |
| Stephanoberycoidei |                   |               |                |                 |
|                    | Barbourisiidae    |               | 1              | 1               |
|                    | Cetomimidae       |               | 14             | 27              |
|                    | Gibberichthyidae  |               | 1              | 2               |
|                    | Hispidoberycidae  |               | 1              | 1               |
|                    | Rondeletiidae     |               | 1              | 2               |
|                    | Stephanoberycidae |               | 4              | 4               |

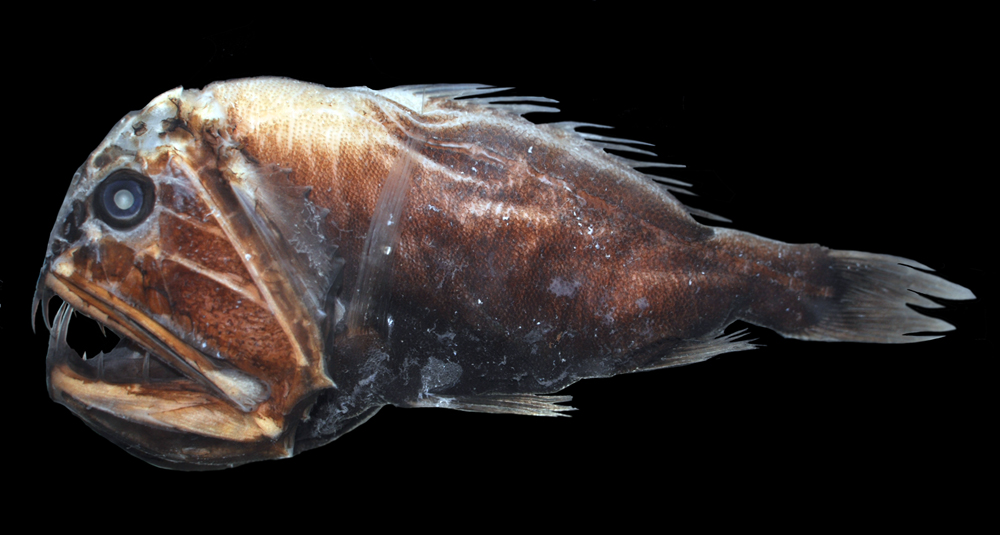
Anoplogaster cornuta, un Anoplogastridae
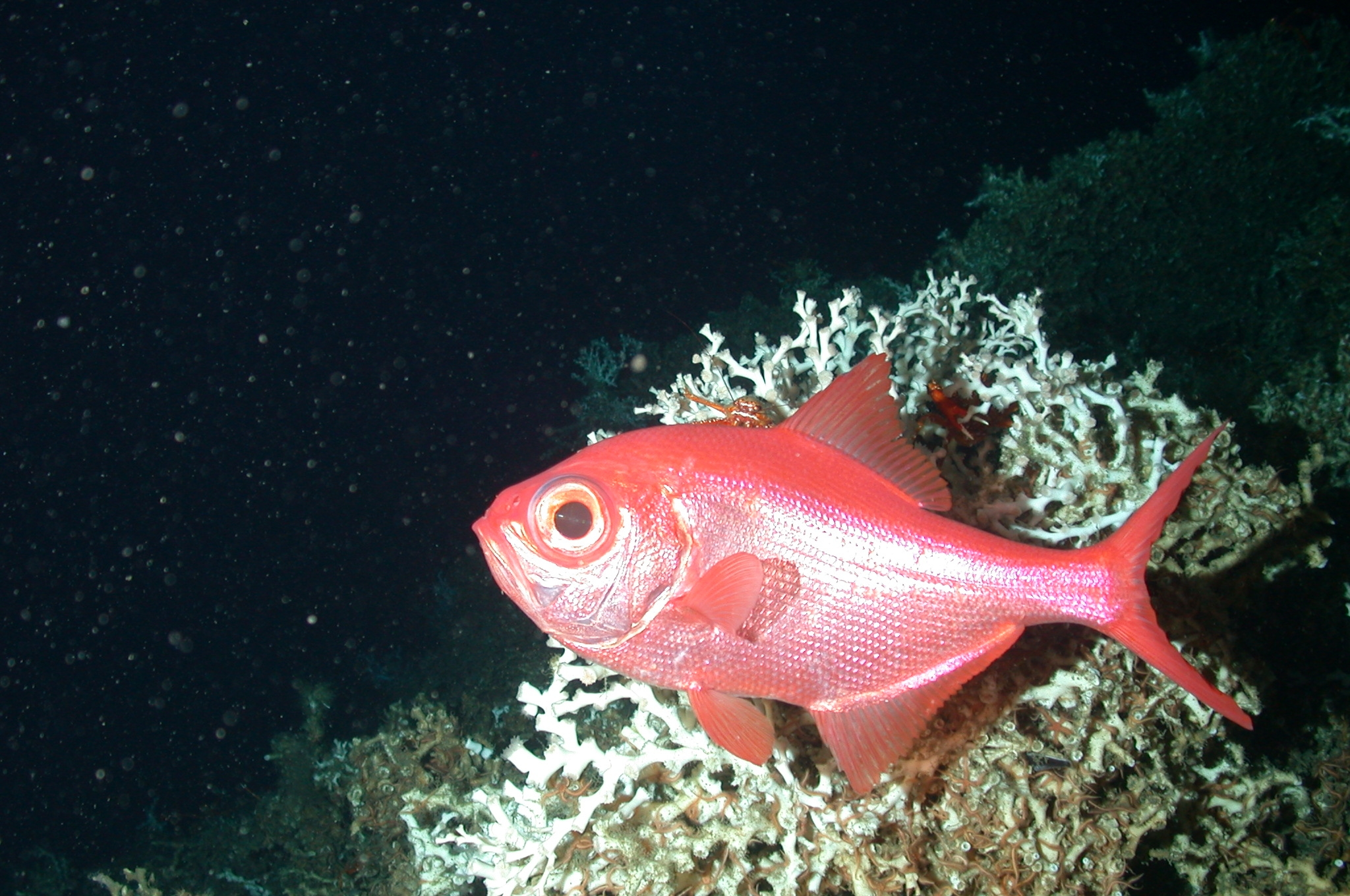
Beryx decadactylus, un Berycidae
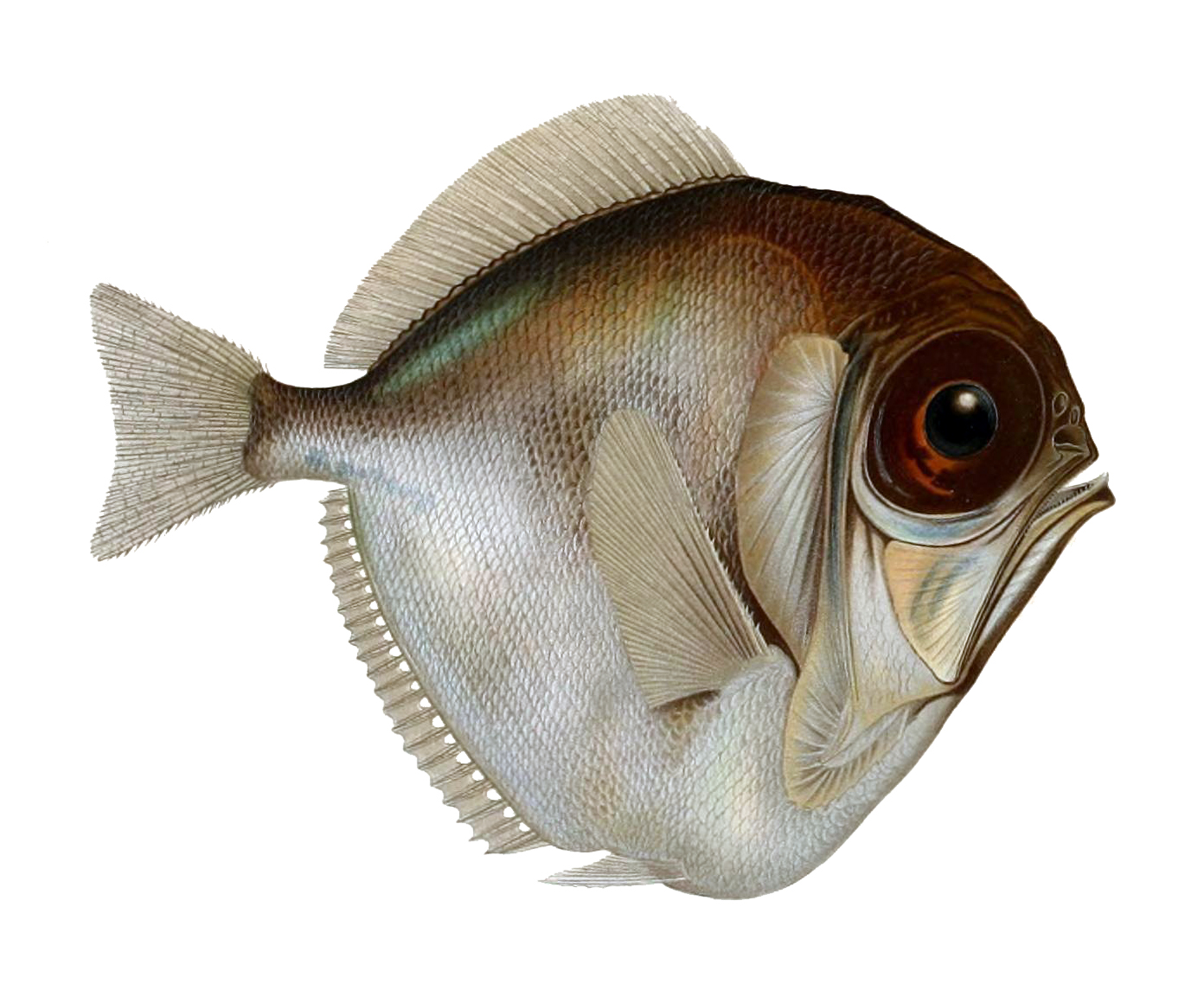
Diretmus argenteus, un Diretmidae
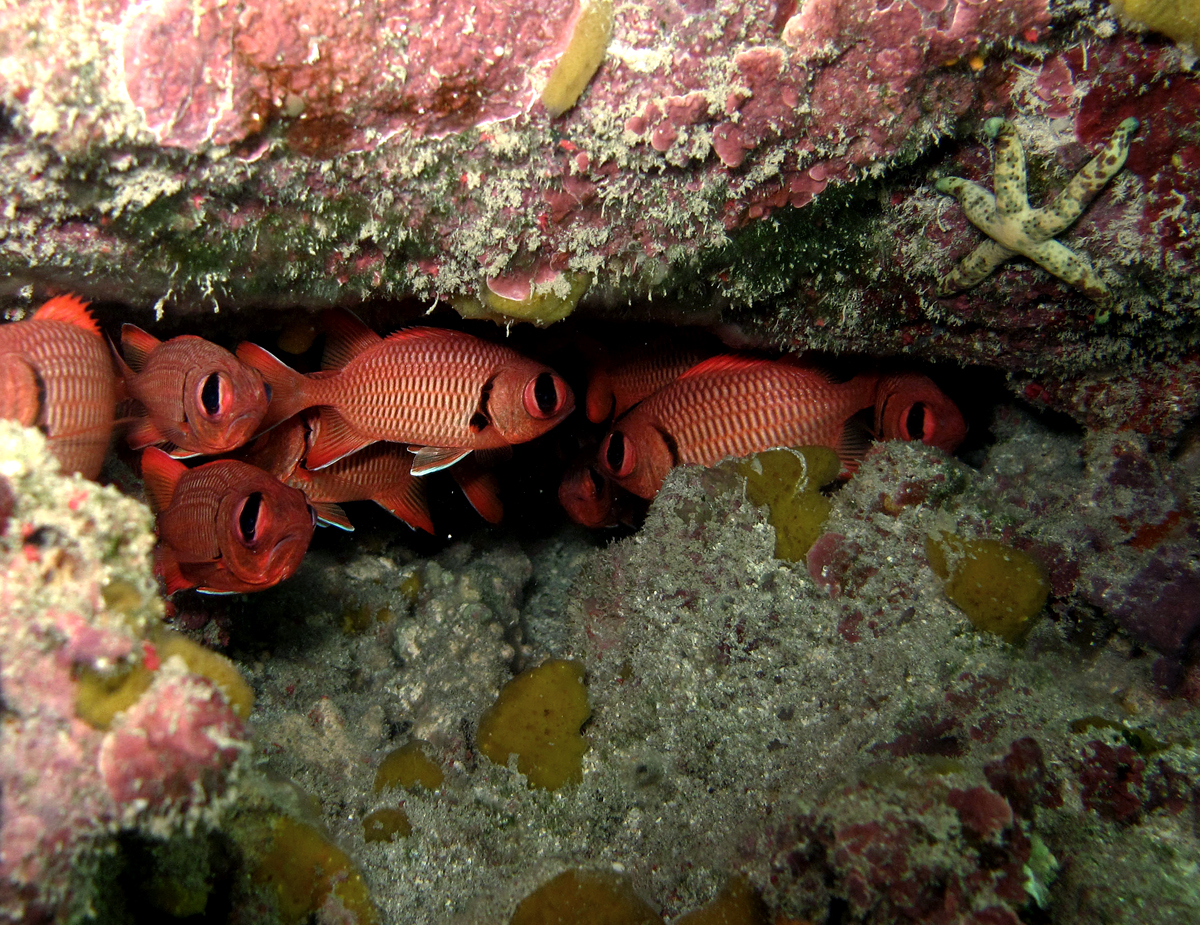
Myripristis murdjan, un Holocentridae
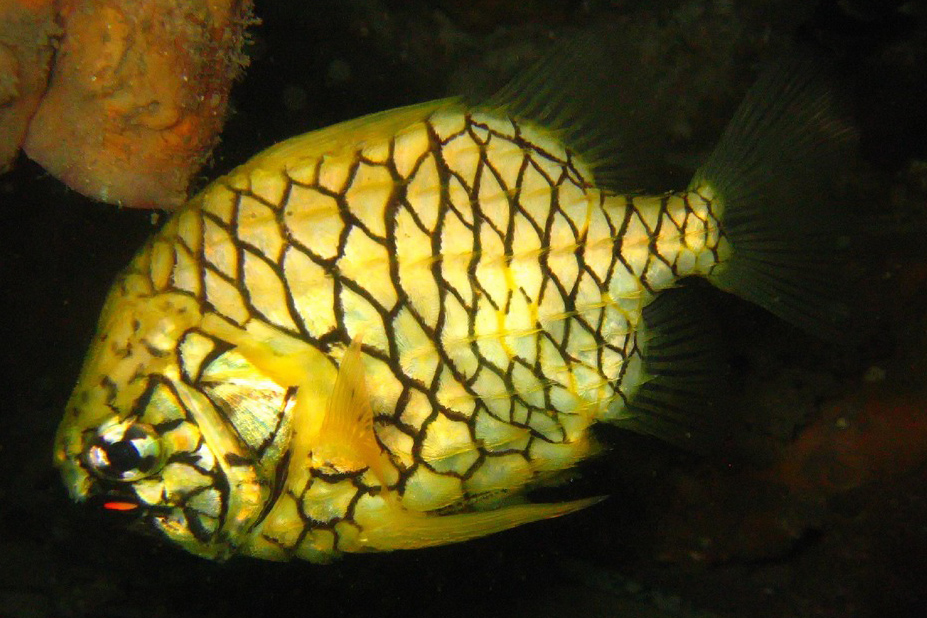
Cleidopus gloriamaris, un Monocentridae
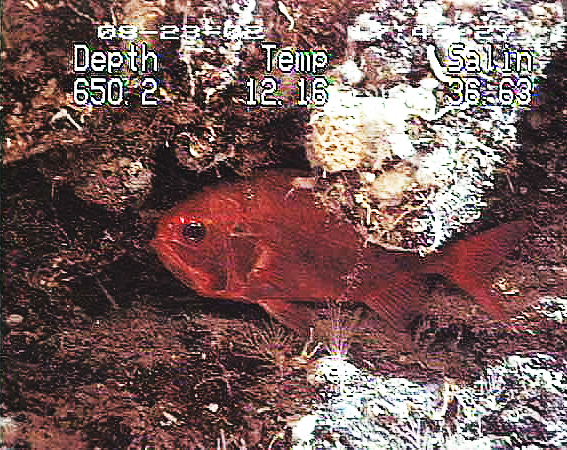
Hoplostethus atlanticus, un Trachichthyidae

## Systématique
Le nom valide de ce taxon est Beryciformes Günther, 1880. Cependant WoRMS n'indique pas de nom d'auteur/date.
Beryciformes a pour synonymes :
- Cetomimiformes
- Stephanoberyciformes

## Étymologie
Le nom de cet ordre vient du grec « beryx », ou « berys », qui désignait un poisson dont l’identification précise n’a pas pu être faite. 

## Publication originale
D'après The Taxonomicon la publication originale pour ce taxon serait :
- Günther, Albert C. L. G. (1880). An introduction to the study of fishes. A. and C. Black. http://archive.org/details/b21916068